# Vertrag von Alcañices

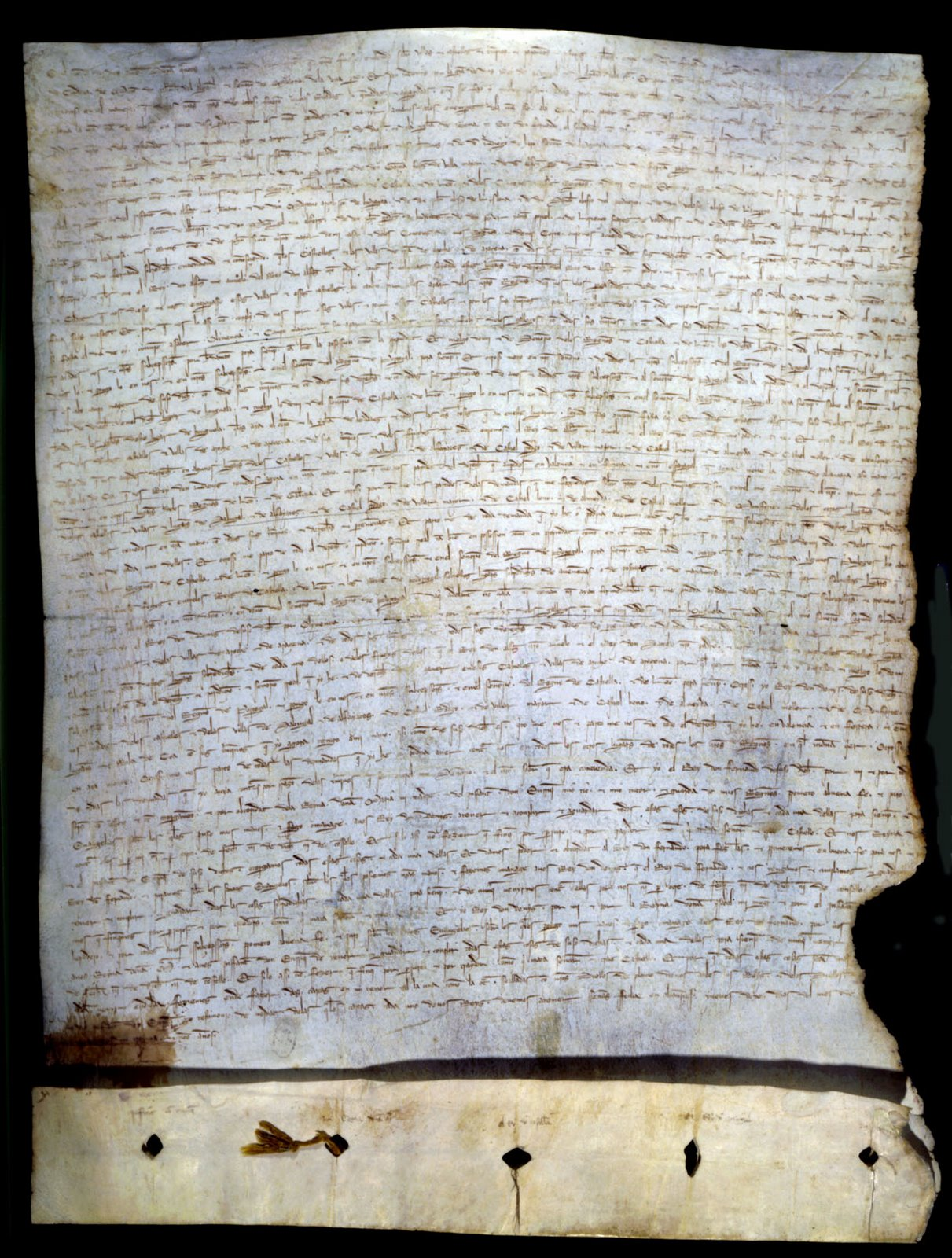
Der Vertrag

Der Vertrag von Alcañices ist ein am 12. September 1297 zwischen dem portugiesischen König Dionysius und König Ferdinand IV. von Kastilien geschlossener Friedensvertrag, mit dem die Grenzen zwischen Portugal und Kastilien festgelegt wurden. Der Vertrag beendete eine Reihe kriegerischer Auseinandersetzungen zwischen den Ländern, so war der frühere kastilische König Sancho IV. in Portugal eingefallen und nach dessen Tod 1295 Dionysius in Kastilien. Die damals beschlossene Grenze entspricht im Wesentlichen der heutigen Grenze zwischen Portugal und Spanien. Der Vertrag ist nach dem spanischen Ort Alcañices (auf Portugiesisch: Alcanizes) benannt.
Das Manuskript des Vertrages befindet sich im Arquivo Nacional da Torre do Tombo in Portugal.